# 研露楼琴谱
《研露楼琴谱》，古琴谱。 清乾隆三十一年崔應階撰辑。

## 琴谱介绍
琴谱总四卷，卷首有丙戌年崔氏自序，后为目录及指法，卷一至卷四为琴谱，谱内共收二十二曲。